# 101
El año 101 (CI) fue un año común comenzado en viernes del calendario juliano, en vigor en aquella fecha.
En el Imperio romano el año fue nombrado «el del consulado de Trajano y Peto» o menos comúnmente, como el 854 ab urbe condita, siendo su denominación como 101 a principios de la Edad Media, al establecerse el anno Domini.
Es el primer año del siglo II. 

## Acontecimientos
- Introducción del budismo en Indonesia.
- El emperador Trajano inicia su primera guerra dacia, que culminará con éxito en el año 102.
- Plutarco publica Vidas paralelas.
- Evaristo sucede a Clemente como papa.

## Nacimientos
- Herodes Ático, retórico griego.
- Lucio Elio César, político romano.
- Felícitas, mártir cristiana.

## Fallecimientos
- Juan el Apóstol, fecha tradicional.
- Silio Itálico, poeta y político romano.
- Papa Clemente I, Papa de la Iglesia católica.